# Yoann Djidonou
Yoann Djidonou   (Domont, 17 de maig de 1986) és un exfutbolista beninès de la dècada de 2000.
Fou internacional amb la selecció de futbol de Benín.
Pel que fa a clubs, destacà a Red Star 93.